# Gricenkovia potanini
 (avril 2021).
Genre
Espèce
Synonymes
- Opilio potanini Gritsenko, 1979

Gricenkovia potanini, unique représentant du genre Gricenkovia, est une espèce d'opilions eupnois de la famille des Phalangiidae.

## Distribution
Cette espèce est endémique du Kirghizistan. Elle se rencontre vers Taran-Bazar.

## Description
Le mâle décrit par Snegovaya en 2018 mesure 4,8 mm et la femelle 6,2 mm.

## Systématique et taxinomie
Cette espèce a été décrite sous le protonyme Opilio potanini par Gritsenko en 1979. Elle est placée dans le genre Gricenkovia par Snegovaya en 2018.

## Étymologie
Ce genre est nommé en l'honneur de Nikolay I. Gritsenko.

## Publications originales
- Gritsenko, 1979 : « Harvestmen (Opiliones) from Asian part of USSR. » Trudy Zoologicheskogo Instituta AN SSSR, vol. 85, p. 28-38.
- Snegovaya, 2018 : « Gricenkovia, a new genus of Phalangiidae (Opiliones) from Kyrgyzstan. » Ukrainian Journal of Ecology, vol. 8, no 1, p. 703–705.